# Copa de Campeones de Europa 1965-66
La Copa de Campeones de Europa 1965-66 fue la 11.ª edición de la Copa de Clubes Campeones Europeos de fútbol, conocida como Copa de Europa, organizada por la Unión de Asociaciones Europeas de Fútbol (UEFA). En ella participaron un total de treinta y un equipos, representantes de 31 federaciones nacionales diferentes siendo la primera vez que no hubo dos contendientes por federación al ser el campeón vigente, el Football Club Internazionale, el vencedor del campeonato italiano.
Disputada entre los meses de agosto y mayo, accedieron a la final el Fudbalski klub Partizan y el pentacampeón Real Madrid Club de Fútbol. Los españoles, conocidos como el «Madrid de los yeyé» se alzaron con su sexto título tras vencer por 2-1, en la que fue su octava final en las once ediciones del torneo, todas, que disputó.
El único club que debutó en la fase final del torneo —a partir de los cuartos de final— fue el TJ Sparta ČKD Praha, eliminado en esa misma ronda, y que fue acompañado en las rondas previas por otros once equipos.
Se anotaron 224 goles en 58 encuentros, una media de 3,86 goles por encuentro, siendo la tercera vez en la historia de la competición en la que el equipo vencedor estaba formado íntegramente por jugadores de la misma nacionalidad de su club tras las dos ediciones vencidas por el Sport Lisboa e Benfica portugués. Además, el título logrado por el club madrileño supuso también ser el sexto logrado por el español Paco Gento, registro que desde entonces sigue vigente como el jugador con más títulos logrados de la competición, junto a Modric, Carvajal, Toni Kroos y Nacho.

## Desarrollo

### Participantes
A diferencia de ediciones anteriores, ninguna nación tuvo dos representantes al ser el vigente campeón Football Club Internazionale el campeón de Italia de ese año. Klubi Sportiv Nëntori Tirana, Sport-Verein Werder Bremen, Linzer Athletik-Sport-Klub, Profesionalen Futbolen Klub Levski Sofia, Tělovýchovná Jednota Sparta ČKD Praha —único que llegó a debutar en la faser final—, Athletikós Podosferikós Omilos Ellínon Lefkosías, Kilmarnock Football Club, Helsingin Jalkapalloklubi, Football Club de Nantes, Derry City Football Club, Íþróttabandalag Keflavíkur y Football Club Lausanne-Sport fueron los que debutaron en la competición.
En cuanto a las ausencias, fue únicamente el representante soviético el no presente entre las 32 federaciones europeas, recayendo dicha circunstancia en el Sapekhburto Klubi Dinamo Tbilisi.
Nota: indicados en negrita equipos que participaron en la fase final del torneo. Nombres y banderas según la época.
| Equipos participantes        | | |
| Primera ronda (octavos)      | Fase preliminar | Fase preliminar |
| Football Club Internazionale | Real Madrid Club de Fútbol Sport Lisboa e Benfica Football Club de Nantes Sport-Verein Werder Bremen Manchester United Football Club Panathinaïkós Athlitikós Ómilos Boldklubben 1909 Football Club Lausanne-Sport Royal Sporting Club Anderlecht Fotbal Club Dinamo București Linzer Athletik-Sport-Klub Ferencvárosi Torna Club Ski- og Fotballklubben Lyn Fenerbahçe Spor Kulübü | Fudbalski klub Partizan Kilmarnock Football Club Klubi Sportiv Nëntori Tirana Sportclub Feijenoord Armeesportklub Vorwärts Berlín Djurgårdens Idrottsförening Stade Dudelange Tělovýchovná Jednota Sparta ČKD Praha Drumcondra Football Club Derry City Football Club Klub Sportowy Górnik Zabrze Profesionalen Futbolen Klub Levski Sofia Sliema Wanderers Football Club Helsingin Jalkapalloklubi Athletikós Podosferikós Omilos Ellínon Lefkosías Keflavík ÍF |

### Ronda previa
El sorteo se realizó el 7 de julio de 1965 en Ginebra.
| Equipo Local Ida       | Resultado | Equipo Visitante Ida        | Ida   | Vuelta |
| ---------------------- | --------- | --------------------------- | ----- | ------ |
| Lyn Toppfotball        | 6 - 8     | Derry City F. C.            | 5 - 3 | 1 - 5  |
| Fenerbahçe S. K.       | 1 - 5     | R. S. C. Anderlecht         | 0 - 0 | 1 - 5  |
| K. F. Tirana           | 0 - 1     | Kilmarnock F. C.            | 0 - 0 | 0 - 1  |
| S. C. Feijenoord       | 2 - 6     | Real Madrid C. F.           | 2 - 1 | 0 - 5  |
| F. C. Dinamo București | 7 - 2     | Boldklubben 1909            | 4 - 0 | 3 - 2  |
| F. C. Internazionale   | Bye.      |                             | -     | -      |
| Keflavík Í. F.         | 2 - 13    | Ferencvárosi T. C.          | 1 - 4 | 1 - 9  |
| Panathinaikós A. O.    | 4 - 2     | Sliema Wanderers F. C.      | 4 - 1 | 0 - 1  |
| F. C. Lausanne-Sports  | 0 - 4     | T. J. Sparta Č. K. D. Praha | 0 - 0 | 0 - 4  |
| LASK Linz              | 2 - 5     | K. S. Górnik Zabrze         | 1 - 3 | 1 - 2  |
| F. K. Partizan         | 4 - 2     | F. C. Nantes                | 2 - 0 | 2 - 2  |
| APOEL                  | 0 - 10    | S. V. Werder Bremen         | 0 - 5 | 0 - 5  |
| Drumcondra F. C.       | 1 - 3     | A. S. K. Vorwärts Berlín    | 1 - 0 | 0 - 3  |
| Helsingin J. K.        | 2 - 9     | Manchester United F. C.     | 2 - 3 | 0 - 6  |
| Djurgårdens I. F.      | 2 - 7     | P. F. K. Levski Sofiya      | 2 - 1 | 0 - 6  |
| Stade Dudelange        | 0 - 18    | S. L. Benfica               | 0 - 8 | 0 - 10 |

### Primera ronda
El sorteo se realizó el 14 de octubre de 1965 en Bruselas.
| Equipo Local Ida            | Resultado | Equipo Visitante Ida    | Ida   | Vuelta |
| --------------------------- | --------- | ----------------------- | ----- | ------ |
| Derry City F. C.            | 0 - 9     | R. S. C. Anderlecht     | 0 - 9 | -      |
| Kilmarnock F. C.            | 3 - 7     | Real Madrid C. F.       | 2 - 2 | 1 - 5  |
| F. C. Dinamo București      | 2 - 3     | F. C. Internazionale    | 2 - 1 | 0 - 2  |
| Ferencvárosi T. C.          | 3 - 1     | Panathinaikós A. O.     | 0 - 0 | 3 - 1  |
| T. J. Sparta Č. K. D. Praha | 5 - 1     | K. S. Górnik Zabrze     | 3 - 0 | 2 - 1  |
| F. K. Partizan              | 3 - 1     | S. V. Werder Bremen     | 3 - 0 | 0 - 1  |
| A. S. K. Vorwärts Berlín    | 1 - 5     | Manchester United F. C. | 0 - 2 | 1 - 3  |
| P. F. K. Levski Sofia       | 4 - 5     | S. L. Benfica           | 2 - 2 | 2 - 3  |

## Fase final

### Eliminatorias

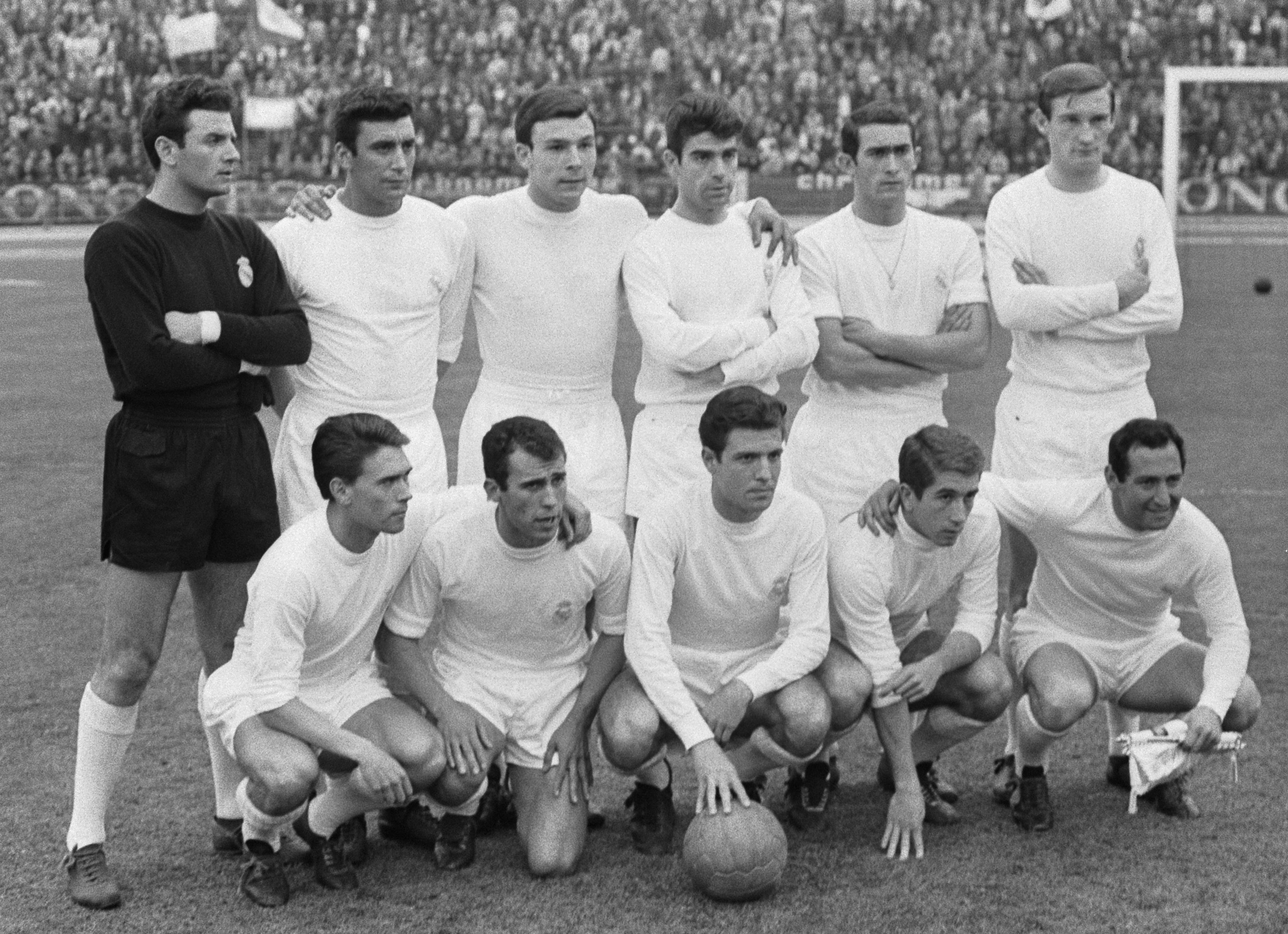
Alineación del Real Madrid en la final.

|  | Cuartos de final                                                     | Cuartos de final                                                     | Cuartos de final                                                     | Cuartos de final                                                     |   |                      | Semifinales                                            | Semifinales                                            | Semifinales                                            | Semifinales                                            |  |             | Final                                          | Final                                          |  |
|  | 2 de feb. al 2 de mar. de 1966 (ida) 2 y 9 de marzo de 1966 (vuelta) | 2 de feb. al 2 de mar. de 1966 (ida) 2 y 9 de marzo de 1966 (vuelta) | 2 de feb. al 2 de mar. de 1966 (ida) 2 y 9 de marzo de 1966 (vuelta) | 2 de feb. al 2 de mar. de 1966 (ida) 2 y 9 de marzo de 1966 (vuelta) |   |                      | 13 de abril de 1966 (ida) 20 de abril de 1966 (vuelta) | 13 de abril de 1966 (ida) 20 de abril de 1966 (vuelta) | 13 de abril de 1966 (ida) 20 de abril de 1966 (vuelta) | 13 de abril de 1966 (ida) 20 de abril de 1966 (vuelta) |  |             | 11 de mayo de 1966 Estadio de Heysel, Bruselas | 11 de mayo de 1966 Estadio de Heysel, Bruselas |  |
|  |                                                                      |                                                                      |                                                                      |                                                                      |   |                      |                                                        |                                                        |                                                        |                                                        |  |             |                                                |                                                |  |
|  |                                                                      |                                                                      |                                                                      |                                                                      |   |                      |                                                        |                                                        |                                                        |                                                        |  |             |                                                |                                                |  |
|  | Anderlecht                                                           | 1                                                                    | 2                                                                    | 3                                                                    |   |                      |                                                        |                                                        |                                                        |                                                        |  |             |                                                |                                                |  |
|  | Anderlecht                                                           | 1                                                                    | 2                                                                    | 3                                                                    |   |                      |                                                        |                                                        |                                                        |                                                        |  |             |                                                |                                                |  |
|  | Real Madrid                                                          | 0                                                                    | 4                                                                    | 4                                                                    |   |                      |                                                        |                                                        |                                                        |                                                        |  |             |                                                |                                                |  |
|  | Real Madrid                                                          | 0                                                                    | 4                                                                    | 4                                                                    |   | Real Madrid          | 1                                                      | 1                                                      | 2                                                      |                                                        |  |             |                                                |                                                |  |
|  |                                                                      |                                                                      |                                                                      |                                                                      |   | Real Madrid          | 1                                                      | 1                                                      | 2                                                      |                                                        |  |             |                                                |                                                |  |
|  |                                                                      |                                                                      | Inter de Milán                                                       | 0                                                                    | 1 | 1                    |                                                        |                                                        |                                                        |                                                        |  |             |                                                |                                                |  |
|  | Inter de Milán                                                       | 4                                                                    | Inter de Milán                                                       | 0                                                                    | 1 | 1                    | 1                                                      | 5                                                      |                                                        |                                                        |  |             |                                                |                                                |  |
|  | Inter de Milán                                                       | 4                                                                    |                                                                      |                                                                      |   |                      |                                                        |                                                        |                                                        |                                                        |  |             |                                                |                                                |  |
|  | Ferencváros                                                          | 0                                                                    | 1                                                                    | 1                                                                    |   |                      |                                                        |                                                        |                                                        |                                                        |  |             |                                                |                                                |  |
|  | Ferencváros                                                          | 0                                                                    | 1                                                                    | 1                                                                    |   |                      |                                                        |                                                        |                                                        |                                                        |  | Real Madrid | 2                                              |                                                |  |
|  |                                                                      |                                                                      |                                                                      |                                                                      |   |                      |                                                        |                                                        |                                                        |                                                        |  | Real Madrid | 2                                              |                                                |  |
|  |                                                                      |                                                                      | Partizán de Belgrado                                                 | 1                                                                    |   |                      |                                                        |                                                        |                                                        |                                                        |  |             |                                                |                                                |  |
|  | Sparta Praga                                                         | 4                                                                    | Partizán de Belgrado                                                 | 1                                                                    | 0 | 4                    |                                                        |                                                        |                                                        |                                                        |  |             |                                                |                                                |  |
|  | Sparta Praga                                                         | 4                                                                    |                                                                      |                                                                      |   |                      |                                                        |                                                        |                                                        |                                                        |  |             |                                                |                                                |  |
|  | Partizán de Belgrado                                                 | 1                                                                    | 5                                                                    | 6                                                                    |   |                      |                                                        |                                                        |                                                        |                                                        |  |             |                                                |                                                |  |
|  | Partizán de Belgrado                                                 | 1                                                                    | 5                                                                    | 6                                                                    |   | Partizán de Belgrado | 2                                                      | 0                                                      | 2                                                      |                                                        |  |             |                                                |                                                |  |
|  |                                                                      |                                                                      |                                                                      |                                                                      |   | Partizán de Belgrado | 2                                                      | 0                                                      | 2                                                      |                                                        |  |             |                                                |                                                |  |
|  |                                                                      |                                                                      | Manchester United                                                    | 0                                                                    | 1 | 1                    |                                                        |                                                        |                                                        |                                                        |  |             |                                                |                                                |  |
|  | Manchester United                                                    | 3                                                                    | Manchester United                                                    | 0                                                                    | 1 | 1                    | 5                                                      | 8                                                      |                                                        |                                                        |  |             |                                                |                                                |  |
|  | Manchester United                                                    | 3                                                                    |                                                                      |                                                                      |   |                      |                                                        |                                                        |                                                        |                                                        |  |             |                                                |                                                |  |
|  | Benfica                                                              | 2                                                                    | 1                                                                    | 3                                                                    |   |                      |                                                        |                                                        |                                                        |                                                        |  |             |                                                |                                                |  |
|  | Benfica                                                              | 2                                                                    | 1                                                                    | 3                                                                    |   |                      |                                                        |                                                        |                                                        |                                                        |  |             |                                                |                                                |  |
|  |                                                                      |                                                                      |                                                                      |                                                                      |   |                      |                                                        |                                                        |                                                        |                                                        |  |             |                                                |                                                |  |

### Cuartos de final
El sorteo se realizó el 16 de diciembre de 1965 en Zúrich.
| 23 de febrero de 1966 | R. S. C. Anderlecht | 1 - 0   | Real Madrid C. F. | Stade du Heysel, Bruselas,                                        |                                                                   |
|                       | Van Himst 2'        | Reporte |                   | Asistencia: 34 900 espectadores Árbitro(s): Tom Wharton (Escocia) | Asistencia: 34 900 espectadores Árbitro(s): Tom Wharton (Escocia) |

| 9 de marzo de 1966                        | Real Madrid C. F.                          | 4 - 2   | R. S. C. Anderlecht   | Estadio Santiago Bernabéu, Madrid,                                    |                                                                       |
|                                           | Amancio Amaro 14' 35' · Paco Gento 59' 83' | Reporte | 87' Jurion · 89' Puis | Asistencia: 60 000 espectadores Árbitro(s): Joseph Barbéran (Francia) | Asistencia: 60 000 espectadores Árbitro(s): Joseph Barbéran (Francia) |
| Real Madrid C. F. gana por un 4-3 global. |                                            |         |                       |                                                                       |                                                                       |

| 23 de febrero de 1966 | F. C. Internazionale                                 | 4 - 0   | Ferencváros T. C. | Stadio San Siro, Milán,                                                   |                                                                           |
|                       | Jair da Costa 8' · Corso 36' · Joaquín Peiró 65' 73' | Reporte |                   | Asistencia: 36 896 espectadores Árbitro(s): Manuel Gómez Arribas (España) | Asistencia: 36 896 espectadores Árbitro(s): Manuel Gómez Arribas (España) |

| 2 de marzo de 1966                           | Ferencváros T. C. | 1 - 1   | F. C. Internazionale | Népstadion, Budapest,                                                                     |                                                                                           |
|                                              | Novák 32'         | Reporte | 63' Domenghini       | Asistencia: 70 425 espectadores Árbitro(s): Kurt Waldemar Tschenscher (Alemania Oriental) | Asistencia: 70 425 espectadores Árbitro(s): Kurt Waldemar Tschenscher (Alemania Oriental) |
| F. C. Internazionale gana por un 5-1 global. |                   |         |                      |                                                                                           |                                                                                           |

| 2 de febrero de 1966 | Manchester United F. C.                | 3 - 2   | S. L. Benfica                      | Old Trafford, Mánchester,                                                |                                                                          |
|                      | Herd 85' · Denis Law 45' · Foulkes 60' | Reporte | 10' José Augusto · 80' José Torres | Asistencia: 64 035 espectadores Árbitro(s): Karol Galba (Checoslovaquia) | Asistencia: 64 035 espectadores Árbitro(s): Karol Galba (Checoslovaquia) |

| 9 de marzo de 1966                              | S. L. Benfica | 1 - 5   | Manchester United F. C.                                                | Estádio da Luz, Lisboa,                                                |                                                                        |
|                                                 | Brennan 51'   | Reporte | 6' 11' George Best · 14' Connelly · 76' Crerand · 87' Bobby Charlton · | Asistencia: 54 232 espectadores Árbitro(s): Concetto Lo Bello (Italia) | Asistencia: 54 232 espectadores Árbitro(s): Concetto Lo Bello (Italia) |
| Manchester United F. C. gana por un 8-3 global. |               |         |                                                                        |                                                                        |                                                                        |

| 2 de marzo de 1966 | T. J. Sparta ČKD Praha          | 4 - 1   | F. K. Partizan | Letenský Stadion, Praga,                                              |                                                                       |
|                    | Kvašňák 21' 56' 86' · Mašek 74' | Reporte | 15' Hasanagić  | Asistencia: 30 214 espectadores Árbitro(s): Gyula Emsberger (Hungría) | Asistencia: 30 214 espectadores Árbitro(s): Gyula Emsberger (Hungría) |

| 9 de marzo de 1966                     | F. K. Partizan                                     | 5 - 0   | T. J. Sparta ČKD Praha | Stadion J. N. A., Belgrado,                                                |                                                                            |
|                                        | Kovačević 4' 29' · Vasović 23' · Hasanagić 35' 71' | Reporte |                        | Asistencia: 36 912 espectadores Árbitro(s): Dimitar Rumentschev (Bulgaria) | Asistencia: 36 912 espectadores Árbitro(s): Dimitar Rumentschev (Bulgaria) |
| F. K. Partizan gana por un 6-4 global. |                                                    |         |                        |                                                                            |                                                                            |

### Semifinales
El sorteo se realizó el 17 de marzo de 1966 en Niza.
| 13 de abril de 1966 | Real Madrid C. F. | 1 - 0   | F. C. Internazionale | Estadio Santiago Bernabéu, Madrid,                                         |                                                                            |
|                     | Pirri 13'         | Reporte |                      | Asistencia: 12 000 espectadores Árbitro(s): Dimitris Wlachojanis (Austria) | Asistencia: 12 000 espectadores Árbitro(s): Dimitris Wlachojanis (Austria) |

| 20 de abril de 1966                       | F. C. Internazionale | 1 - 1   | Real Madrid C. F. | Stadio San Siro, Milán,                                             |                                                                     |
|                                           | Facchetti 78'        | Reporte | 20' Amancio Amaro | Asistencia: 75 991 espectadores Árbitro(s): György Vadász (Hungría) | Asistencia: 75 991 espectadores Árbitro(s): György Vadász (Hungría) |
| Real Madrid C. F. gana por un 2-1 global. |                      |         |                   |                                                                     |                                                                     |

| 13 de abril de 1966 | F. K. Partizan              | 2 - 0   | Manchester United F. C. | Stadion J. N. A., Belgrado,                                                               |                                                                                           |
|                     | Hasanagić 46' · Bečejac 58' | Reporte |                         | Asistencia: 37 031 espectadores Árbitro(s): Kurt Waldemar Tschenscher (Alemania Oriental) | Asistencia: 37 031 espectadores Árbitro(s): Kurt Waldemar Tschenscher (Alemania Oriental) |

| 20 de abril de 1966                    | Manchester United F. C. | 1 - 0   | F. K. Partizan | Old Trafford, Mánchester,                                            |                                                                      |
|                                        | Šoškić 75'              | Reporte |                | Asistencia: 61 475 espectadores Árbitro(s): Gottfried Dienst (Suiza) | Asistencia: 61 475 espectadores Árbitro(s): Gottfried Dienst (Suiza) |
| F. K. Partizan gana por un 2-1 global. |                         |         |                |                                                                      |                                                                      |

## Final
| 1     | POR   | José Araquistáin     |  |
| 2     | DEF   | Enrique Pérez Pachín |  |
| 5     | DEF   | Pedro de Felipe      |  |
| 6     | DEF   | Ignacio Zoco         |  |
| 3     | DEF   | Manuel Sanchís       |  |
| 4     | MED   | José Martínez Pirri  |  |
| 10    | MED   | Manuel Velázquez     |  |
| 7     | DEL   | Fernando Serena      |  |
| 8     | DEL   | Amancio Amaro        |  |
| 9     | DEL   | Ramón Grosso         |  |
| 11    | DEL   | Paco Gento           |  |
| D. T. | D. T. | Miguel Muñoz         |  |

| 1     | POR   | Milutin Šoškić      |  |
| 2     | DEF   | Fahrudin Jusufi     |  |
| 3     | DEF   | Velibor Vasović     |  |
| 4     | DEF   | Branko Rašović      |  |
| 5     | DEF   | Ljubomir Mihajlović |  |
| 6     | MED   | Vladica Kovačević   |  |
| 7     | MED   | Radoslav Bečejac    |  |
| 8     | DEL   | Mane Bajić          |  |
| 9     | DEL   | Mustafa Hasanagić   |  |
| 10    | DEL   | Milan Galić         |  |
| 11    | DEL   | Josip Pirmajer      |  |
| D. T. | D. T. | Abdulah Gegić       |  |

| 70' · 76' | Amancio Amaro Fernando Serena | 1:1 2:1 |

| 0:1 | Velibor Vasović | 55' |

| Principal | Rudolf Kreitlein |

| 1     | POR   | José Araquistáin     |  |
| 2     | DEF   | Enrique Pérez Pachín |  |
| 5     | DEF   | Pedro de Felipe      |  |
| 6     | DEF   | Ignacio Zoco         |  |
| 3     | DEF   | Manuel Sanchís       |  |
| 4     | MED   | José Martínez Pirri  |  |
| 10    | MED   | Manuel Velázquez     |  |
| 7     | DEL   | Fernando Serena      |  |
| 8     | DEL   | Amancio Amaro        |  |
| 9     | DEL   | Ramón Grosso         |  |
| 11    | DEL   | Paco Gento           |  |
| D. T. | D. T. | Miguel Muñoz         |  |

| 1     | POR   | Milutin Šoškić      |  |
| 2     | DEF   | Fahrudin Jusufi     |  |
| 3     | DEF   | Velibor Vasović     |  |
| 4     | DEF   | Branko Rašović      |  |
| 5     | DEF   | Ljubomir Mihajlović |  |
| 6     | MED   | Vladica Kovačević   |  |
| 7     | MED   | Radoslav Bečejac    |  |
| 8     | DEL   | Mane Bajić          |  |
| 9     | DEL   | Mustafa Hasanagić   |  |
| 10    | DEL   | Milan Galić         |  |
| 11    | DEL   | Josip Pirmajer      |  |
| D. T. | D. T. | Abdulah Gegić       |  |

| 70' · 76' | Amancio Amaro Fernando Serena | 1:1 2:1 |

| 0:1 | Velibor Vasović | 55' |

| Principal | Rudolf Kreitlein |

| 1     | POR   | José Araquistáin     |  |
| 2     | DEF   | Enrique Pérez Pachín |  |
| 5     | DEF   | Pedro de Felipe      |  |
| 6     | DEF   | Ignacio Zoco         |  |
| 3     | DEF   | Manuel Sanchís       |  |
| 4     | MED   | José Martínez Pirri  |  |
| 10    | MED   | Manuel Velázquez     |  |
| 7     | DEL   | Fernando Serena      |  |
| 8     | DEL   | Amancio Amaro        |  |
| 9     | DEL   | Ramón Grosso         |  |
| 11    | DEL   | Paco Gento           |  |
| D. T. | D. T. | Miguel Muñoz         |  |

| 1     | POR   | Milutin Šoškić      |  |
| 2     | DEF   | Fahrudin Jusufi     |  |
| 3     | DEF   | Velibor Vasović     |  |
| 4     | DEF   | Branko Rašović      |  |
| 5     | DEF   | Ljubomir Mihajlović |  |
| 6     | MED   | Vladica Kovačević   |  |
| 7     | MED   | Radoslav Bečejac    |  |
| 8     | DEL   | Mane Bajić          |  |
| 9     | DEL   | Mustafa Hasanagić   |  |
| 10    | DEL   | Milan Galić         |  |
| 11    | DEL   | Josip Pirmajer      |  |
| D. T. | D. T. | Abdulah Gegić       |  |

| 70' · 76' | Amancio Amaro Fernando Serena | 1:1 2:1 |

| 0:1 | Velibor Vasović | 55' |

| Principal | Rudolf Kreitlein |

| 1     | POR   | José Araquistáin     |  |
| 2     | DEF   | Enrique Pérez Pachín |  |
| 5     | DEF   | Pedro de Felipe      |  |
| 6     | DEF   | Ignacio Zoco         |  |
| 3     | DEF   | Manuel Sanchís       |  |
| 4     | MED   | José Martínez Pirri  |  |
| 10    | MED   | Manuel Velázquez     |  |
| 7     | DEL   | Fernando Serena      |  |
| 8     | DEL   | Amancio Amaro        |  |
| 9     | DEL   | Ramón Grosso         |  |
| 11    | DEL   | Paco Gento           |  |
| D. T. | D. T. | Miguel Muñoz         |  |

| 1     | POR   | Milutin Šoškić      |  |
| 2     | DEF   | Fahrudin Jusufi     |  |
| 3     | DEF   | Velibor Vasović     |  |
| 4     | DEF   | Branko Rašović      |  |
| 5     | DEF   | Ljubomir Mihajlović |  |
| 6     | MED   | Vladica Kovačević   |  |
| 7     | MED   | Radoslav Bečejac    |  |
| 8     | DEL   | Mane Bajić          |  |
| 9     | DEL   | Mustafa Hasanagić   |  |
| 10    | DEL   | Milan Galić         |  |
| 11    | DEL   | Josip Pirmajer      |  |
| D. T. | D. T. | Abdulah Gegić       |  |

| 70' · 76' | Amancio Amaro Fernando Serena | 1:1 2:1 |

| 0:1 | Velibor Vasović | 55' |

| Principal | Rudolf Kreitlein |

|                                      |
|                                      |
| Campeón Real Madrid C. F. 6.º título |

### Tabla de goleadores
El español Amancio Amaro y el yugoslavo Mustafa Hasanagić fueron los máximos goleadores de la edición tras anotar cinco goles en siete partidos, siendo además el primero el máximo anotador del equipo campeón, con un promedio de 0.71 goles por partido. A ellos les siguieron con cuatro tantos el checoslovaco Andrej Kvašňák, el escocés David Herd y el español José Martínez Pirri.
Contabilizando los encuentros de la fase previa de clasificación, el máximo goleador fue el portugués Eusébio da Silva con siete tantos en cinco partidos, mismos que el húngaro Flórián Albert pero logrados en seis encuentros.
Nota: No contabilizados los partidos y goles en rondas previas. Nombres y banderas de equipos en la época.
| \| Pos. \| Jugador \| G. \| Part. \| Prom. \| \| Club \| \| ---- \| ------------------- \| -- \| ----- \| ----- \| \| ----------------------- \| \| 1 \| Amancio Amaro \| 5 \| 7 \| 0.71 \| \| Real Madrid C. F. \| \| = \| Mustafa Hasanagić \| 5 \| 7 \| 0.71 \| \| F. K. Partizan \| \| 3 \| Andrej Kvašňák \| 4 \| 4 \| 1.00 \| \| T. J. Sparta ČKD Praha \| \| = \| David Herd \| 4 \| 6 \| 0.67 \| \| Manchester United F. C. \| \| = \| José Martínez Pirri \| 4 \| 7 \| 0.57 \| \| Real Madrid C. F. \| \| 6 \| Georgi Asparuhov \| 3 \| 2 \| 1.50 \| \| P. F. K. Levski Sofiya \| \| = \| Jan Mulder \| 3 \| 3 \| 1.00 \| \| R. S. C. Anderlecht \| \| = \| Wilfried Puis \| 3 \| 3 \| 1.00 \| \| R. S. C. Anderlecht \| \| = \| Paul Van Himst \| 3 \| 3 \| 1.00 \| \| R. S. C. Anderlecht \| \| = \| Eusébio da Silva \| 3 \| 4 \| 0.75 \| \| S. L. Benfica \| \| = \| Joaquín Peiró \| 3 \| 6 \| 0.50 \| \| F. C. Internazionale \| \| = \| Paco Gento \| 3 \| 7 \| 0.43 \| \| Real Madrid C. F. \| Actualizado a fin de torneo. |                     |    |       |       |  |                         |
| Pos. | Jugador             | G. | Part. | Prom. |  | Club                    |
| 1 | Amancio Amaro       | 5  | 7     | 0.71  |  | Real Madrid C. F.       |
| = | Mustafa Hasanagić   | 5  | 7     | 0.71  |  | F. K. Partizan          |
| 3 | Andrej Kvašňák      | 4  | 4     | 1.00  |  | T. J. Sparta ČKD Praha  |
| = | David Herd          | 4  | 6     | 0.67  |  | Manchester United F. C. |
| = | José Martínez Pirri | 4  | 7     | 0.57  |  | Real Madrid C. F.       |
| 6 | Georgi Asparuhov    | 3  | 2     | 1.50  |  | P. F. K. Levski Sofiya  |
| = | Jan Mulder          | 3  | 3     | 1.00  |  | R. S. C. Anderlecht     |
| = | Wilfried Puis       | 3  | 3     | 1.00  |  | R. S. C. Anderlecht     |
| = | Paul Van Himst      | 3  | 3     | 1.00  |  | R. S. C. Anderlecht     |
| = | Eusébio da Silva    | 3  | 4     | 0.75  |  | S. L. Benfica           |
| = | Joaquín Peiró       | 3  | 6     | 0.50  |  | F. C. Internazionale    |
| = | Paco Gento          | 3  | 7     | 0.43  |  | Real Madrid C. F.       |